# توریا، کوواسنا
توریا، کوواسنا (به لاتین: Turia, Covasna) یک روستا در رومانی است.